# Edlau
Edlau is een plaats en voormalige gemeente in de Duitse deelstaat Saksen-Anhalt, en maakt deel uit van de Landkreis Salzlandkreis.

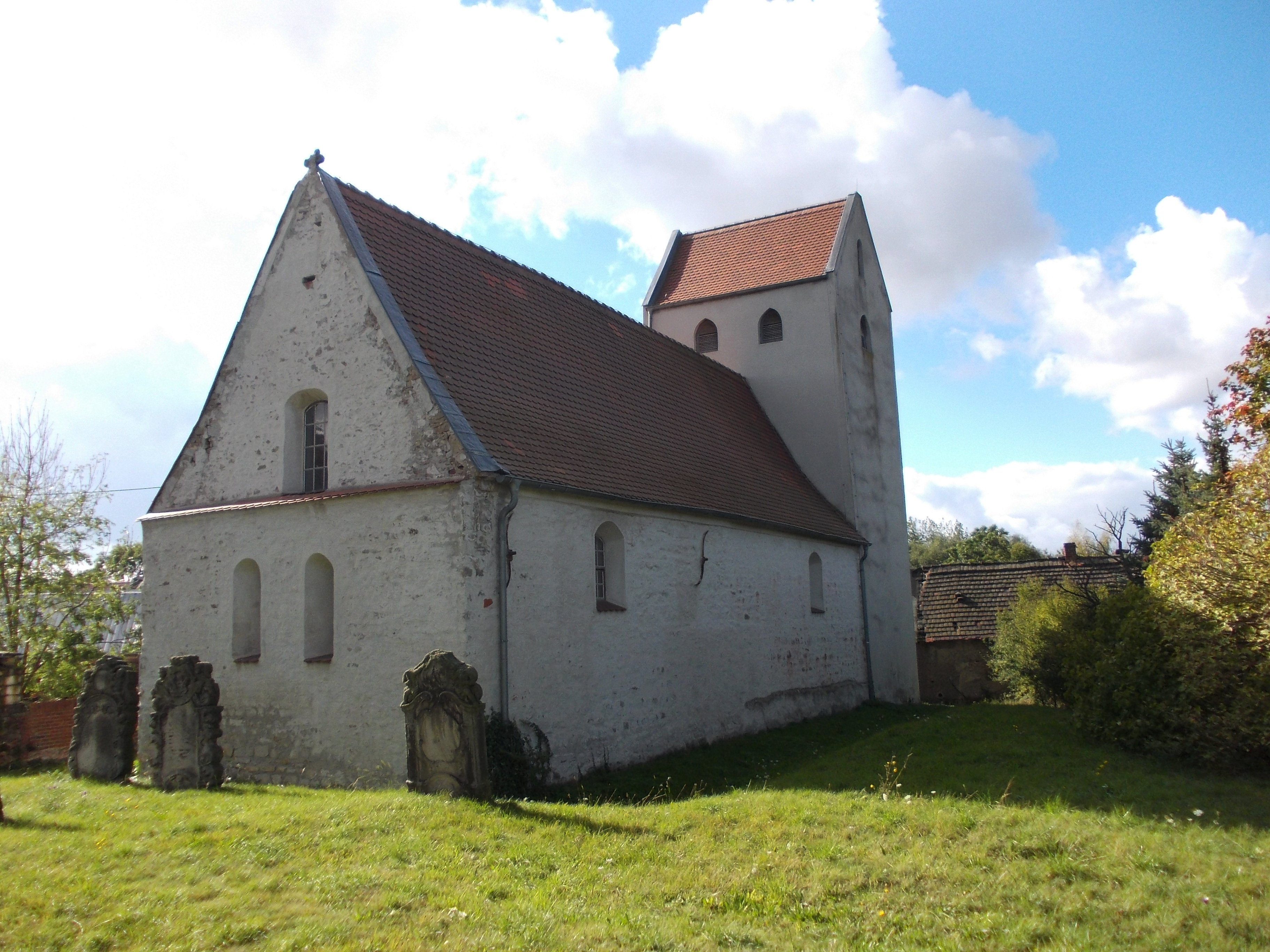
Kerk in Edlau

Edlau telt 497 inwoners.